# 1996 في الفلبين
فيما يلي قوائم الأحداث التي وقعت خلال عام 1996 في الفلبين.

## سياسة

### تعيين في المنصب
- 10 أكتوبر – ارنستو ماسيدا رئيس مجلس الشيوخ في الفلبين [الإنجليزية]‏.

### انتهاء فترة المنصب
- 10 أكتوبر – نبتالي غونزاليس رئيس مجلس الشيوخ في الفلبين [الإنجليزية]‏.

## مواليد

### يناير
- 6 يناير – إليس جوسون

### مارس
- 26 مارس – كاثرين برناردو ممثلة فلبينية.

### أكتوبر
- 1 أكتوبر – كيلسي ميريت
- 17 أكتوبر – كارين رييس عارضة فلبينية.

## وفيات

### مايو
- 7 مايو – نارسيسو جي. رييس (مواليد 1914)

### أغسطس
- 6 أغسطس – بوبي إنريكيز (مواليد 1943)